# Ein-Elektron-System
Das Ein-Elektron-System ist in der Regel ein Atom, das soweit ionisiert ist, dass es nur noch ein einzelnes Elektron besitzt. Allgemein bezeichnet der Begriff ein stabiles System aus einem beliebigen positiv geladenen Teilchen und einem Elektron.
Das klassische Ein-Elektron-System ist der Wasserstoff. Hierbei ist über die Coulomb-Wechselwirkung ein einzelnes Elektron an ein Proton gebunden. Die beiden Wasserstoff-Isotope Deuterium und Tritium stellen zusammen mit ihrem Elektron ebenfalls ein solches System dar. Eine ungewöhnlichere Variante ist zum Beispiel das Positronium, ein an sein Antiteilchen gebundenes Elektron.

## Wasserstoffähnliche Ionen
Im Prinzip lassen sich alle Atome durch Ionisation in ein solches Ein-Elektron-System überführen, welches auch wasserstoffähnliches Ion genannt wird. Als Zwei-Teilchen-Systeme (bestehend aus Atomkern und Elektron) bzw. Ein-Elektron-Systeme sind sie einer mathematischen Beschreibung am ehesten zugänglich.
Die Ionisation eines Atoms, bis nur mehr ein einzelnes Elektron verblieben ist, ist umso leichter, je weniger Elektronen das Atom von vornherein besitzt. Helium muss man dazu nur einfach ionisieren, Lithium zweimal, und so fort. Die benötigte Energie steigt mit der Zahl der Elektronen bzw. mit der Kernladungszahl des Elements an.
Bei wasserstoffartigen Ionen mit schweren Kernen (Schwerionen) treten sehr hohe Bindungsenergien und Feldstärken bis ca. 1018 V/m auf. Das Elektron ist hier so stark gebunden (über 100 keV), dass relativistische Effekte relevant werden. Diese Ionen werden in Schwerionenbeschleunigern bzw. mittels einer Electron Beam Ion Trap erzeugt und sind ein wichtiges Untersuchungsobjekt der physikalischen Grundlagenforschung. Eines der führenden deutschen Forschungsinstitute auf diesem Gebiet ist das GSI Helmholtzzentrum für Schwerionenforschung in Darmstadt.

## Mathematische Behandlung
Im einfachsten Fall wird wie beim bohrschen Atommodell vorgegangen und lediglich die höhere Kernladungszahl (und ggf. die höhere Kernmasse) gegenüber dem Wasserstoff berücksichtigt. 
Bohrs Atommodell konnte zuerst am Spektrum des Wasserstoffs, dann an anderen Ein-Elektron-Systemen überprüft werden. Dort fehlen die zusätzlichen Elektronen, die die Energien der Spektrallinien beeinflussen, was von Bohrs Modell nicht abgedeckt war. Auch die experimentelle Bestimmung der Rydbergkonstante und deren Änderung in Abhängigkeit vom Massenverhältnis der beiden System-Bausteine wurde an Ein-Elektron-Systemen durchgeführt.